# الوعد (فلم)
الوعد فيلم روائي مصري من إنتاج 2008، بطولة آسر ياسين، وروبي، وأحمد عزمي، وباسم سمرة، ومحمود ياسين، وغسان مسعود، وقصة وحيد حامد، ومن إخراج محمد ياسين.

## قصة الفيلم
تدور قصة الفيلم حول فكرة التسامح بشكل عام، وأن نُحاول أن نغفر للآخرين الأخطاء، فنحن نُخطئ طوال الوقت لكننا أحياناً لا نغفر الخطأ حتى لو كان خطأ صغيراً، إلا أنه أحياناً يكون حِجة للإذلال. فالفيلم يُحلل سلوك الإنسان، ولماذا يُخطئ، وأن هناك أسباب ودوافع تجعل الخطأ الذي يتم ارتكابه له مبرراته وذلك في إطار قصة تدور حول رجل أعمال لديه تجارة مشبوهة مع المافيا، لكنه يُصاب بالسرطان مِمَا يدفعه إلى اتخاذ أكثر القرارات الجنونية بتحدي المافيا، فهو ميت في كل الأحوال.

## الممثلون
- آسر ياسين : (عادل)
- روبي : (فرحة)
- محمود ياسين : (يوسف)
- غسان مسعود : (السحراوي)
- أحمد عزمي : (جرجس)
- باسم سمرة : (عرنوس)
- نجاة خير الله : (صوفيا)
- لوسي : (ضيفة شرف)
- ماهر سليم
- أحمد فهمي : (القاتل الجديد)
- تامر نبيل : (ضابط الكمين)
- هشام دويك : (البواب)
- عمرو أبو النصر : (صفوان)
- محمود الشوربجي : (مدير الفندق)
- محمد حسيب : (العميد مجدي)
- صفي الدين محمود : (المتحرش)
- أحمد شتا : (ضابط قوة البوليس)
- عمرو عمر : (رجل المافيا 1)
- ياسر السوداني : (رجل المافيا 2)
- عمر سالم : (حرسات السحراوي)
- عبد الله صبري : (صبي كوافير)
- بسيوني بسيوني : (سايس الجراج)

## روابط خارجية
- مقالات تستعمل روابط فنية بلا صلة مع ويكي بيانات